# とりたての輝き
『とりたての輝き』（とりたてのかがやき）は、1981年に公開された日本映画。本間優二主演、浅尾政行監督。東映セントラルフィルム製作、東映配給。
タイトルの「とりたて」は「借金の取り立て」を指す。シナリオ作家の登龍門とされた1980年の第6回「城戸賞」に佳作入賞した浅尾政行自身のシナリオを自ら監督した浅尾の監督デビュー作。日々サラ金のとりたて稼業に生きる若者をオカシくカナシく描く。

## キャスト
- 雄也：本間優二
- 桂子：森下愛子
- みどり：滝沢れい子
- 茂子：原日出子
- 弓子：水島美奈子
- 社長：深江章喜
- 中野：成瀬正
- 松木会幹部：友金敏雄
- サラ金店員：草薙良一
- 刑事：長谷川弘
- 旅館のおかみ：石井富子
- 旅館の亭主：梅津栄
- のぶえ：宮下順子
- 英次：田村亮

### スタッフ
- 監督：浅尾政行
- 脚本：浅尾政行
- プロデューサー：黒澤満
- 撮影：鈴木耕一
- 美術：菊川芳江
- 音楽：羽田健太郎
- 録音：宗方弘好
- 照明：山田和夫
- 編集：田中修
- 助監督：高坂勉

## 製作
脚本・監督の浅尾政行は、東映の教育映画部に2年間在籍後、フリーの助監督として8年間、弱小プロダクションを1本契約の助監督として渡り歩いた。この間、堀川弘通監督の『翼は心につけて』や、柳町光男監督の『十九歳の地図』などに就く。浅尾は柳町や横山博人のような自主製作をやらかす資金も勇気もなく、自ら脚本を書き認められる以外に、他人のお金で映画を撮る機会はないだろうとチャンスを伺う。助監として就いた『十九歳の地図』で会った本間優二を見て、本間のキャラクターを生かした青春映画が出来ないか、と発想しシナリオを書いた。「城戸賞」応募と同時に東映セントラルフィルムのプロデューサーになっていた黒澤満に脚本を持ち込んだ。黒澤から「面白かった」という返事をもらったため、「自分が監督をして映画化したい」と訴えた。「城戸賞」佳作入選が決まって、浅尾の希望通り1981年1月、浅尾監督で映画化が決定した。浅尾は監督料は生活費の5ヶ月分と話している。

### キャスティング&撮影
みどり役の滝沢れい子は倉木麻衣の叔母。撮影は1981年4月～5月頃。

## 興行
当初は新宿東映ホール1をはじめとする全国5館をメインにTCCチェーン（東映シネマサーキット）での公開が発表されていた。TCCチェーンは東映セントラルフィルムを設立した岡田茂東映社長が、良く言えば若手プロデューサーや監督に活躍の場を与えようと、悪く言えば外部作品を安く買い叩こうという目的で、全国ロードショーを保証する配給網であった。この年東映は秋に前年の『二百三高地』に続く戦争超大作『大日本帝国』の公開を予定していたが、岡田社長の"鶴の一声"で、東宝の『連合艦隊』との競合を避け、一年公開を延ばした。この影響で1980年秋の東映の第一弾は『獣たちの熱い眠り』と封印映画としても知られる『ガキ帝国 悪たれ戦争』だったが、秋の第二弾がなかなか決まらず、急遽、本作が東映の番線映画に組み込まれた。普通は本番線に組み込まれる方が名誉であるが、TCCチェーンが『狂い咲きサンダーロード』『純』『ヨコハマBJブルース』『泥の河』と、話題作を続々劇場に掛けていたことから、浅尾監督も映画の内容からTCCチェーンで掛けて欲しいと希望したが、変更は出来なかった。

## 同時上映
- 夏の別れ
  - 主演・萬田久子／監督・井上眞介

## 作品の評価

### 興行成績
不入り。立川健二郎は、小さな興行マーケットでの公開を前提に、それなりの観客層を集めることを目的にして製作された作品が、いきなり大きな番線で公開されたらどうなるか、宣伝面でのハンデも当然出てくるだろうし、それよりも東映の邦画番線がガタガタになるのではないかと本気で心配せざるを得ない。『純』や『泥の河』があれほど健闘したのは、作品とマーケットがピタリ一致したからであるのは言うまでもない。今回のような番組の組み方はマーケットと作品の両方を潰してしまうのではないか」と論じた。札幌東映では上映は一週間で終わり、ジャッキー・チェンの旧作三本立てに変更されたといわれる。

### 作品評
北川れい子は「『とりたての輝き』は、鮮烈な青春映画である。サラ金の"取り立て"をやっているチンピラを主人公に、"金を借りて返さない"、いや、"返せない"人々への嫌悪といらだちを、ザラザラと乾いたタッチで描き切った。暴力と恐喝が過酷になればなるほど、主人公の無言の悲鳴が聞こえてきて、その荒々しくもナイーブな演出は目を見張らせるものがあった。熱っぽい官能シーンや余韻のあるエンディングもしたたかな力量を感じさせる」などと評した。
ぴあは「サラ金のとりたてを仕事とする若者と、中年男の姿を通じて社会の一面を浮き彫りにする世相を反映した脚本の切り口は面白いが、演出は平板で新しさに欠ける」と評した。